# Diallus
Diallus is een kevergeslacht uit de familie van de boktorren (Cerambycidae). De wetenschappelijke naam van het geslacht werd voor het eerst geldig gepubliceerd in 1866 door Pascoe.

## Soorten
Diallus omvat de volgende soorten:
- Diallus papuanus Breuning, 1947
- Diallus quadrimaculatus Breuning, 1942
- Diallus gebehensis Breuning, 1958
- Diallus guttatus Pascoe, 1885
- Diallus lachrymosus Pascoe, 1866
- Diallus lugens Pascoe, 1866
- Diallus multiguttatus Breuning, 1947
- Diallus papuensis Breuning, 1960
- Diallus subtinctus Pascoe, 1866